# Бевердален
Бевердален або Бевердал (норв. Bøverdalen) — долина в муніципалітеті Лом у графстві Іннландет, Норвегія. Долина простягається на 50 км, лежить на південній стороні головної долини Оттадален. Долина починається біля льодовика Бевербреан, на захід від гір Смерстабтіндене, а потім тягнеться за річкою Бевре на північний схід до села Фоссбергом, де й закінчується, а річка зливається з річкою Отта. Долини Лейрдален і Вісдален — бічні долини, які ведуть до долини Бевердален. Долина є лінією розмежування між горами Брехаймен на північному заході та горами Ютунгеймен на південному сході.
Протягом багатьох століть через цю долину проходив транспортний шлях, який з'єднував Естланн (Східну) та (Вестланн) Західну Норвегію. Він починався в місті Фоссбергом, а потім простягався долиною на південний захід перед тим, як перетнути гори Согнеф'єллет і потім увійти в долину Бергсдален, яка веде до регіону Согн у Західній Норвегії.
34-метрова висока колона Саги (норв. Sagasøyla), була зведена у Бовердалені в 1992 році. Історія колонки дуже заплутана. Вона почалося в 1926 році, коли скульптор Вільгельм Расмуссен (1879—1965) виграв конкурс на створення колони на честь Конституції Норвегії. Пам'ятник (Eidsvollsmonumentet) спочатку мав бути розміщений норвезьким парламентом в Осло. Колонка показує історію Норвегії від часів першого короля, Гаральда I Прекрасноволосого в 872 році до перших національних зборів Ріксфорсамлінген в Ейдсволлі в 1814 році.